# Distrito de Cullhuas
El distrito de Cullhuas es uno de los veintiocho que conforman la Provincia de Huancayo, ubicada en el Departamento de Junín, bajo la administración del Gobierno Regional de Junín, en el Perú. Limita por el norte con los distritos de Huacrapuquio y  Sapallanga; por el este con el Distrito de Pucará; por el sur con el Departamento de Huancavelica; y, por el oeste con los distritos de Colca y Chupuro.
Desde el punto de vista jerárquico de la Iglesia católica forma parte de la Arquidiócesis de Huancayo.

## Historia
Fue creado por Ley N.º 12103 del 23 de abril de 1954, en el gobierno de Manuel A. Odría.

## Geografía
El distrito abarca una superficie de 108,01 km² y se encuentra a nua altura de 3 663 m s. n. m. y tiene una población aproximada superior a los 3 000 habitantes. Su capital es el poblado de Cullhuas.

## Autoridades

### Municipales
- 2015-2018[2]
  - Alcalde: Nisais Canchanya Balvin, Partido Acción Popular (AP).
  - Regidores: Edgar Sinche Palián (AP), David Flores Canchanya (AP), Yeni Corilla Canchanya (AP), Inocencio Isauro Flores Páucar (AP), Gabriel Corilla Canchanya (Junín Sostenible con su Gente).
- 2011-2014[3][4]
  - Alcalde: Zenón Corilloclla Romero, Perú Posible (PP).
  - Regidores: Lucho Canchanya Quinto (PP), Adela Matilde Balvín Córdova (PP), Role Jesús Paucar Canchanya (PP), Elmer Martín Alviño Palián (PP), Javier Enrique Canchanya Canchanya (Junín Sostenible).
- 2007-2010
  - Alcalde: Jeremías Heraclio Olivera Aliaga.

### Policiales
- Comisaría 
  - Comisario: Sgto. PNP

### Religiosas
- Arquiiócesis de Huancayo[5]
  - Arzobispo: Mons. Pedro Barrego Jimeno, SJ.
- Parroquia[6]
  - Párroco:

## Educación
- IE .CORAZON DE JESUS CHUAMBA

IE. 30 188 CATALINA WANCA CHUAMBA
IE. LIBERTADORES DE AMERICA